# Aeclanum
Aeclanum (également orthographié Aeculanum, italien : Eclano , grec ancien : Ἀικούλανον) était une ancienne cité du Samnium, dans le sud de l'Italie, à environ 25 km à l'est-sud-est de Bénévent, sur la voie Appienne. Elle se trouve près de l'actuelle Mirabella Eclano, province d'Avellino en Campanie,.
C'est aujourd'hui un site archéologique. Les fouilles archéologiques menées au cours du XXe siècle ont permis de retrouver, outre de copieux vestiges de la ville romaine, également des traces de fréquentation samnite du site antérieure à la colonisation romaine.

## Historique
Aeclanum était une ville des Hirpins, bien qu'elle ne soit jamais mentionnée pendant les guerres samnites. Sylla s'en empara en 89 av. J.-C. en incendiant les fortifications en bois qui la défendaient, et la mit à sac. Elle se rétablit rapidement, de nouvelles fortifications furent érigées et elle devint un municipe. Hadrien, qui répara la voie Appienne de Bénévent jusqu'à ce point, en fit une colonie romaine (Aelia Augusta Aeclanum).
Avec l'invasion lombarde de l'Italie, au VIe siècle, elle fut annexée au duché de Bénévent, mais fut capturée et détruite par les forces de l'Empire byzantin sous Constant II Héraclius en 663 et ne s'en est jamais remise, étant réduite à un petit hameau connu sous le nom de Quintodecimo, un nom qui faisait référence à sa distance de 15 milles romains de Bénévent.

## Description
Aeclanum se trouvait sur un promontoire naturellement défendu par une pente raide au sud qui descendait vers la rivière Calore, tandis que le côté nord était ouvert vers la crête où passait la Voie Appienne. Celle-ci menait par le lac Ampsanctus à Aquilonia et Venusia. Deux autres routes vers les Pouilles, la Via Aemilia en Hirpins et la Via Aurelia Aeclanensis (it), divergeaient à proximité, conduisant respectivement par Aequum Tuticum à Lucera et par Trivicum à Herdonia. La route d'Aeclanum à Abellinum (aujourd'hui Atripalda, près d'Avellino) pourrait également suivre une ligne antique.
Aujourd'hui, on y trouve des ruines des murs de la ville, d'un aqueduc, de thermes et d'un amphithéâtre ; près de 400 inscriptions ont également été découvertes. Les fouilles ont révélé une longue histoire de peuplement pré-romain,.

## Fouilles archéologiques
Les premiers travaux de fouilles ont été réalisés à partir de la première moitié du XXe siècle ; les experts ont mis au jour les restes des thermes, du macellum ainsi que des premières maisons originales dans lesquelles vivaient les Hirpins. Puis, entre 1970 et 1980, de nouvelles fouilles ont mis au jour d'importantes découvertes. Parmi les diverses, l'existence d'une ancienne domus romaine que les habitants de la fortification utilisaient probablement comme entrepôt. À l'intérieur, en effet, ont été trouvés divers récipients en terre cuite qui devaient être utilisés pour la conservation des réserves alimentaires. Également au cours des travaux des années 1980, les restes d'une basilique paléochrétienne ont été fouillés. Les origines de cette basilique remontent à l'époque de Justinien Ier. Il s'agit d'un édifice particulièrement imposant qui se caractérise par la présence de trois nefs, de fonts baptismaux et des marches traditionnelles pour les rites religieux.
Les fouilles d'Aeclanum sont gérées comme un parc archéologique, reconnu et protégé par le Mibac.

## Bâtiments et monuments
- le complexe thermal (avec le caldarium, le tepidarium et le frigidarium du IIe siècle, encore visibles aujourd'hui),
- le macellum, ou marché alimentaire dont seul le bâtiment central circulaire (tholos) est visible,
- la maison du verrier,
- les canaux de drainage,
- les magasins,
- les vestiges de maisons privées,
- une grande domus (datée du Ier siècle),
- la basilique paléochrétienne (de l'époque de Justinien Ier,
- les voies romaines,
- la nécropole (datée entre le IIe et IIIe siècles mais utilisée jusqu'au IVe siècle),
- les murs défensifs et tours adjacentes,
- la statue de Niobide.

## Galerie

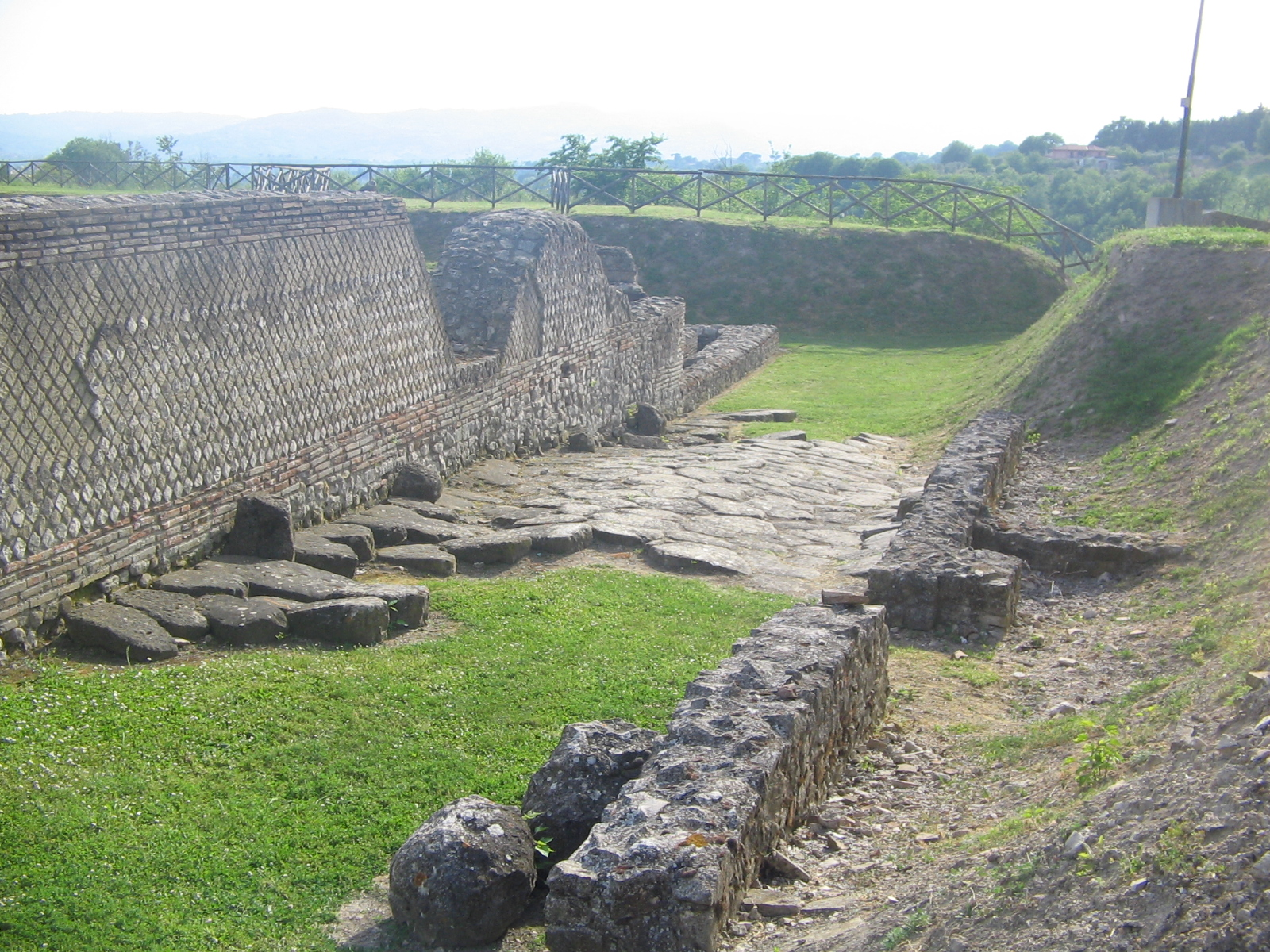
Voie romaine.
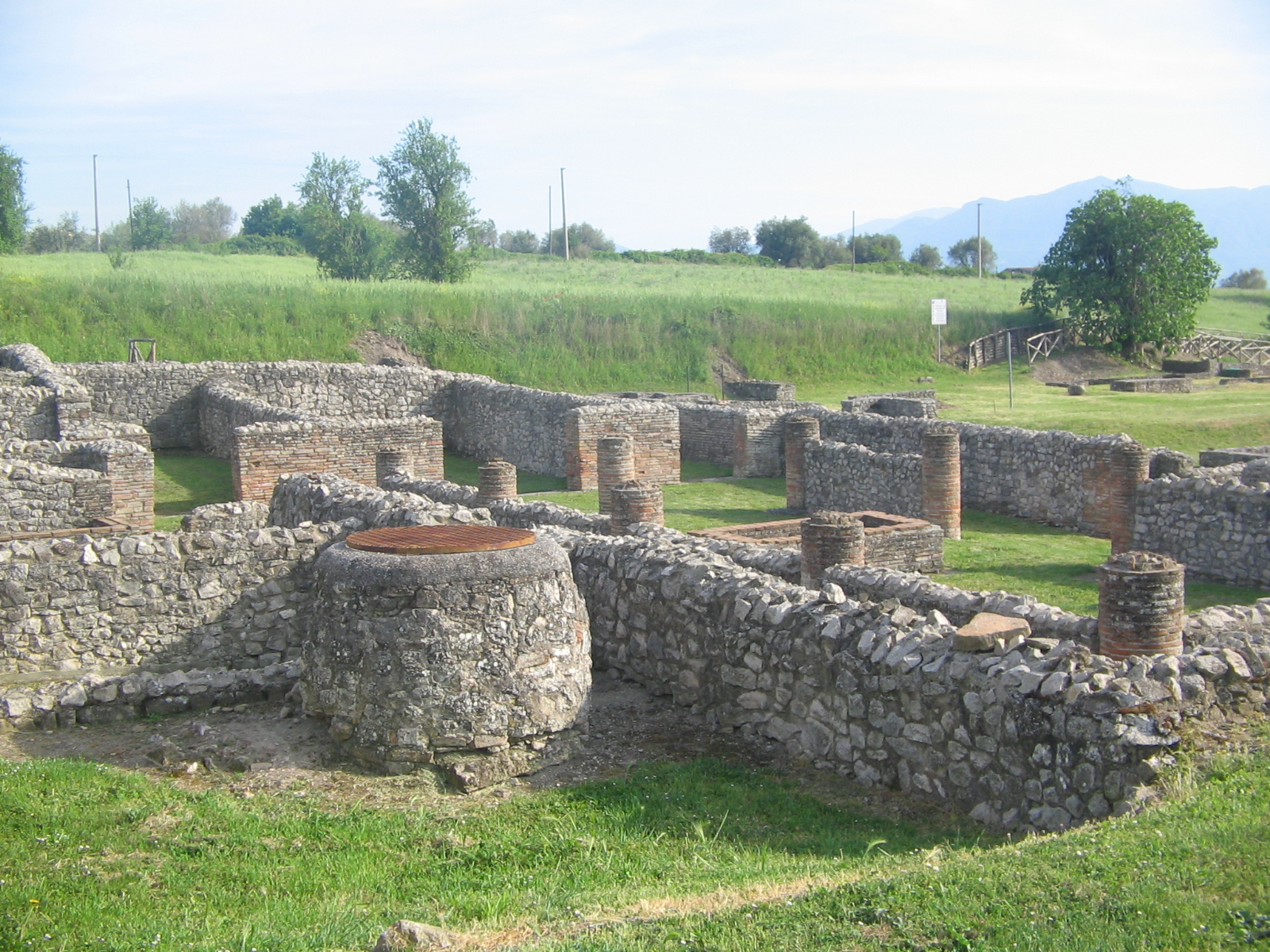
Habitation.
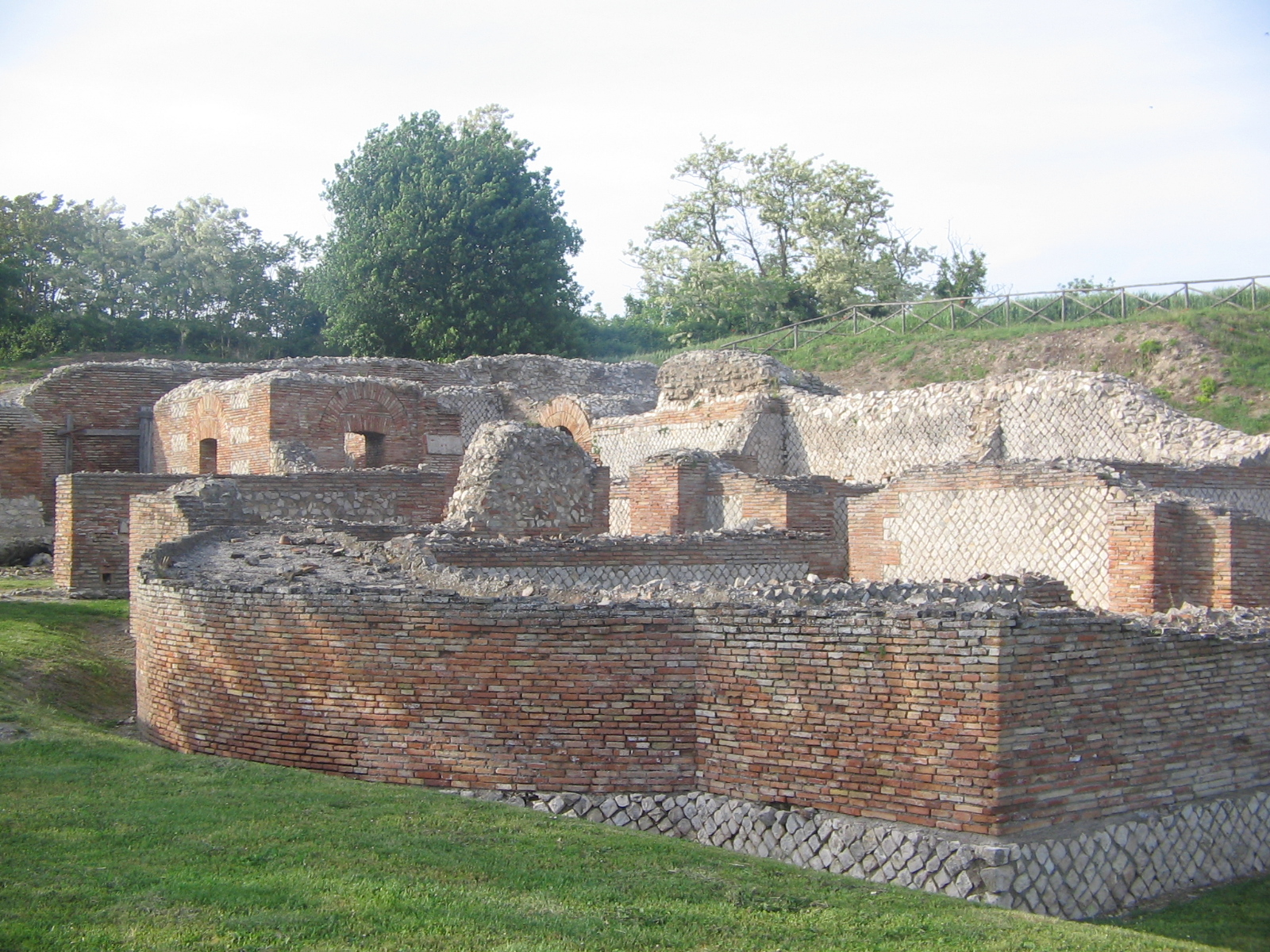
Complexe thermal.